# Turystyczne marsze na orientację

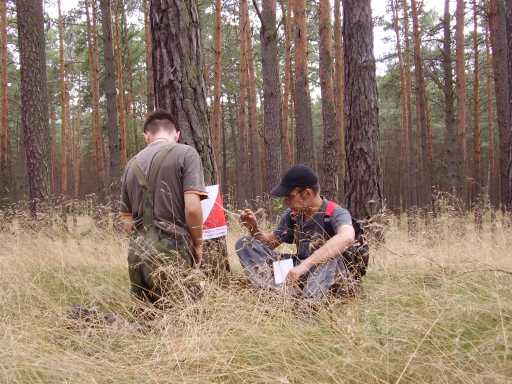
Uczestnicy marszu przy lampionie

Turystyczne marsze na orientację (lub po prostu Marsze na Orientację, MnO, Rajdy na orientację, RnO, turystyczna impreza na orientację) – dyscyplina turystyki kwalifikowanej. Jest to gra terenowa, w której zadaniem uczestnika jest odnalezienie w lesie punktów kontrolnych na podstawie otrzymanej od organizatora mapy w określonym limicie czasu.

## Zasady

### Punkty kontrolne (PK)
Punkt kontrolny może być naniesiony na mapę (jako okrąg średnicy ok. 7-10 mm o barwie zbliżonej czerwonej, pomarańczowej lub fioletowej; PK w terenie powinien się znajdować w miejscu odpowiadającym centrum tego okręgu i nie dalej od niego niż 2 mm w skali mapy) lub też jego położenie może wynikać z rozwiązania zadania, postawionego przez organizatora lub koncepcji trasy. Tak czy inaczej, punkt kontrolny musi znajdować się w miejscu charakterystycznym w terenie (skrzyżowanie dróg, wierzchołek wzniesienia, most/przepust itd.).

Oznakowanie PK (lampion)

### Linia obowiązkowego przejścia (LOP)
Inne nazwy: trasa obowiązkowego przejścia, rysowanka. Odcinek trasy, który należy pokonać po liniowym elemencie topograficznym (drogi, potoki, granice kultur, linie energetyczne itp.). Punkty LOP znajdują się nie dalej niż 5 m od osi linii, po której prowadzi LOP.
W terenie należy potwierdzić dokładnie taką liczbę punktów kontrolnych jaką podał organizator, każdy nadmiarowy punkt traktowany jest jak PM.

### Lampion
Punkty oznaczone są najczęściej tzw. lampionami. Przy lampionie znajduje się urządzenie do potwierdzania (zwykle kredka, którą przepisuje się kod lampionu do karty startowej, rzadziej perforator lub pieczątka).

### Punkty Stowarzyszone (PS)
Nazywane są potocznie stowarzyszami. Poza punktami kontrolnymi organizator może ustawić w terenie inne lampiony, które nie stoją w miejscach oznaczonych na mapie jako punkty kontrolne, ale znajdują się w ich pobliżu lub w miejscach, przypominających ukształtowaniem terenu lub innymi cechami związanymi z koncepcją trasy, mapą itp. punkty kontrolne. Są to tak zwane punkty stowarzyszone. Stawia się je po to, by uczestnik miał szansę się pomylić. Mogą znajdować się w miejscu oddalonym do 5 mm w skali mapy, lub oddalonym mniej niż MOS (j.n.) od poprawnego położenia punktu kontrolnego. Punkty stowarzyszone do punktów na LOP znajdują się dalej niż 5 m od osi LOP.

### Punkt Mylny (PM)
Poza PK i PS w lesie mogą znajdować się inne lampiony (np. z innych tras rozgrywanych na tej samej imprezie). Jeśli są to lampiony leżące powyżej 5 mm w skali mapy od PK i/lub w miejscach nie przypominających najbliższych PK to są one nazywane punktami mylnymi.

### Maksymalna odległość punktów stowarzyszonych (MOS)
Jest odległość, którą może na danym etapie wprowadzić organizator (np. 200 m). Każdy punkt znajdujący się dalej niż przewiduje MOS jest traktowany jako punkt mylny, nawet jeśli spełnia on kryteria punktu stowarzyszonego.

### Limit czasu
Na pokonanie trasy organizator wyznacza uczestnikowi limit czasu. Jego wielkość zależy od długości trasy, jej stopnia trudności, liczby punktów do potwierdzenia, kategorii wiekowej i innych czynników. Dodatkowe 10% limitu czasu przysługuje zespołowi, jeśli którykolwiek zawodnik z zespołu ukończył 50 lat. Kryteria czasowe z reguły nie obowiązują na turystyczno-rekreacyjnych imprezach na orientację.

### Limit spóźnień
Organizator wyznacza limit spóźnień równy od jednej czwartej do jednej trzeciej limitu czasu na pokonanie trasy. Minuty w limicie spóźnień są w slangu określane jako tanie, lekkie lub chude a powyżej limitu spóźnień jako drogie, ciężkie lub tłuste.

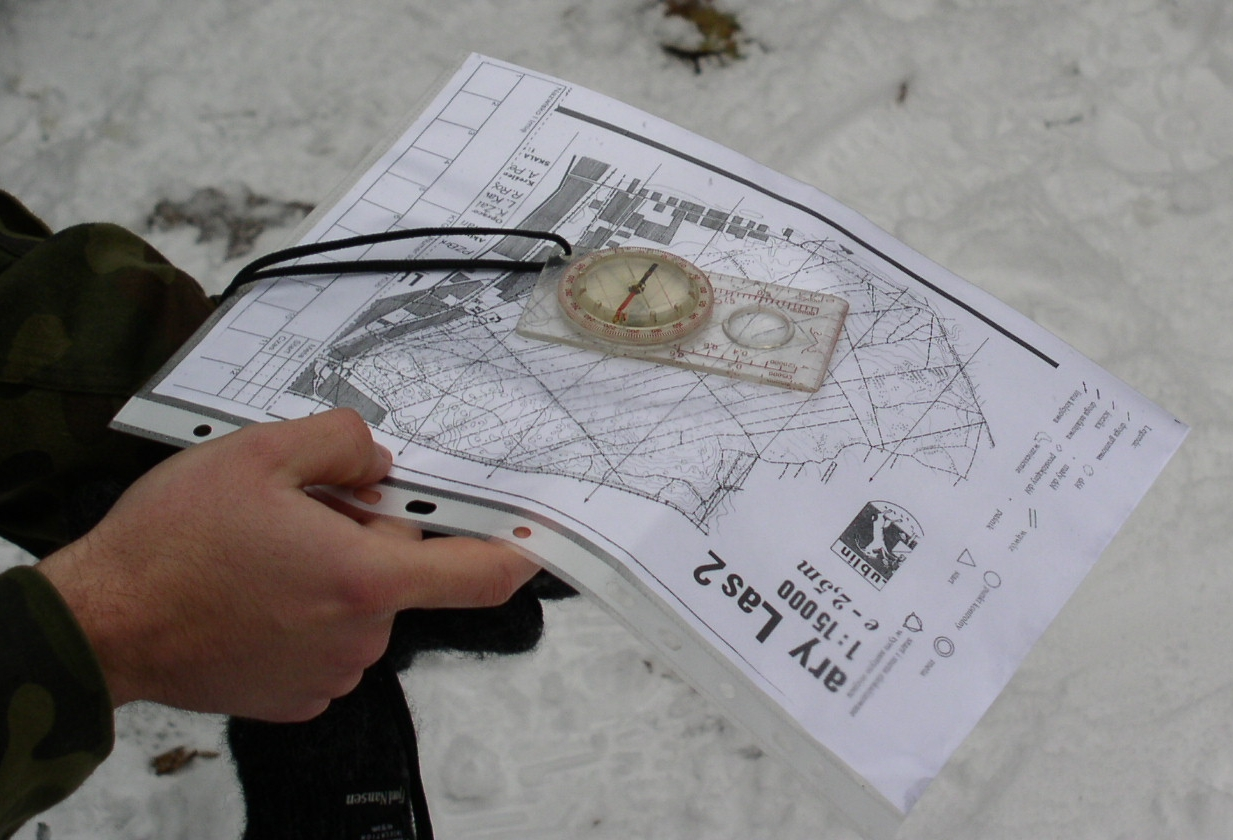
podstawowe wyposażenie uczestnika

### Wyposażenie uczestnika na trasie
Uczestnik otrzymuje od organizatora wychodząc na trasę mapę z zaznaczonymi punktami kontrolnymi (ewentualnie liniami obowiązkowego przejścia) oraz kartę startową. Przydatne mogą okazać mu się dodatkowo kompas, własny długopis, linijka z podziałką, kątomierz, cyrkiel, czasem w przypadku tras trudniejszych przydaje się dodatkowo kalka techniczna (ewentualnie kalka kopiująca) oraz na etapy nocne oczywiście latarka.

### Potwierdzanie punktów kontrolnych
Uczestnik, gdy znajdzie w terenie lampion i uważa, że znajduje się w miejscu zaznaczonym na mapie jako punkt kontrolny powinien w pierwszej wolnej kratce karty startowej kredką znajdującą się przy lampionie wpisać oznaczenie tego PK (podane na mapie) i kod odnalezionego lampionu. Numer wydrukowany w karcie startowej jest numerem pola karty startowej a nie numerem punktu kontrolnego. Oznaczenie PK trzeba wpisać kredką nawet jeśli zgadza się z numerem pola. W razie gdyby lampion był zaopatrzony w inne urządzenie do potwierdzania niż kredka (np. perforator) – należy wpisać opis i symbol własnym długopisem i przedziurawić odpowiednie pole karty startowej perforatorem (lub użyć innego urządzenia do potwierdzania PK).
W karcie startowej nie wolno skreślać, wymazywać ani przeprawiać potwierdzeń PK. Takie działanie organizator może zakwalifikować jako podrabianie karty startowej i ukarać dyskwalifikacją. O sposobie wprowadzania zmiany potwierdzenia PK można będzie przeczytać w dalszej części artykułu.
W razie gdyby przy lampionie nie było przyrządu do potwierdzania (kredki, perforatora) uczestnik wpisuje opis PK i symbol PK własnym długopisem i dopisuje skrót BK (brak kredki).
W razie gdyby w miejscu oznaczonym na mapie jako PK nie było lampionu uczestnik wpisuje opis PK i skrót BPK (brak punktu kontrolnego). Jeżeli jednak okaże się, że w miejscu podanym na mapie znajduje się lampion, a uczestnik użył do niego opisu BPK każdy taki opis BPK będzie traktowany jak punkt mylny.

### Zmiana potwierdzenia punktu kontrolnego
W slangu przebitka. Jeśli uczestnik zorientuje się, że któreś z jego potwierdzeń jest nieprawidłowe (np. dał się nabrać na PS) i odnajdzie właściwy PK może wpisać potwierdzenie, które uważa za prawidłowe w pierwszej wolnej kratce karty startowej. Jako potwierdzenie PK traktowane jest zawsze ostatnie potwierdzenie z danego PK. Na karcie startowej nie wolno kreślić ani przeprawiać wpisów. 

### Rywalizacja na trasie i punktacja
Uczestnicy po pokonaniu trasy oddają karty startowe organizatorowi w punkcie oznaczonym na mapie jako meta. Ich przejście jest oceniane za pomocą klasyfikacji negatywnej – każdemu błędowi w pokonaniu trasy przypisana jest odpowiednia liczba punktów karnych (pkt. kar.). Ten kto zdobędzie najmniejszą liczbę pkt. kar. zwycięża.
Punkty karne przyznaje się za:
1. Niepotwierdzenie PK zaznaczonego na mapie – 90 pkt. kar.
2. Niepotwierdzenie PK niezaznaczonego na mapie lub należącego do LOP – 60 pkt. kar.
3. Potwierdzenie PS do punktu zaznaczonego na mapie  – 25 pkt. kar.
4. Potwierdzenia PS do punktu niezaznaczonego na mapie lub należącego do LOP – 15 pkt. kar.
5. Każda minuta spóźnienia w limicie spóźnień – 1 pkt kar.
6. Każda minuta spóźnienia powyżej limitu spóźnień – 10 pkt. kar.
7. Zmiana potwierdzenia PK (przebitka) – 10 pkt. kar.
8. Błędny opis PK – 10 pkt. kar.
9. Potwierdzenie punktu mylnego PM – 30 pkt. kar.
10. Pozostawienie wolnej kratki w karcie startowej (poza kratkami na końcu wpisów)- 30 pkt. kar.

Nie ma żadnej nagrody za pokonanie trasy poniżej wyznaczonego limitu czasu.
Jeśli dany wpis w karcie startowej zostanie oceniony jako PS to jest karany tylko 25 lub 15 pkt. kar.
Jeśli dany wpis w karcie startowej zostanie oceniony jako PM to jest karany za 30 pkt. kar. i jeszcze dodatkowo, jeśli nie ma żadnego innego potwierdzenia tego punktu uczestnik dostaje dodatkowe 90 (lub 60) pkt. karnych za nie potwierdzenie PK.
Uczestnik jest klasyfikowany jeśli na trasie potwierdzi co najmniej jeden punkt stowarzyszony (lub PK) i zdąży oddać kartę startową na mecie przed jej zamknięciem.

## Kategorie
Podział ze względu na wiek uczestnika (decyduje rok urodzenia):
- TD – dzieci do lat 14
- TM – młodzież od 15 do 17 lat
- TJ – juniorzy od 17 do 20 lat
- TS – seniorzy od lat 21, brak górnej granicy wiekowej

Podział ze względu na stopień zaawansowania (bez względu na wiek) uczestnika:
- TPK – początkujący „Pierwszy Krok”
- TP – początkujący
- TO – otwarta
- TU – średnio zaawansowani
- TZ – zaawansowani

Podział ze względu na inne kryteria:
- TF – rodzinna
- TRK – rekreacyjna
- TSZ – szkoleniowa
- TKr – krajoznawcza
- inne

Podział ze względu na rodzaj poruszania
- TP – piesza
- TR – kolarska
- TK – kajakowa

## Mapy
W zależności od poziomu trudności marszu mapy mogą być zwykłe, zubożone, prezentujące wybiórcze treści, przekształcone lub wręcz zniekształcone. Od kompetencji uczestnika zależy to, czy potrafi się on zorientować w terenie dysponując jedynie otrzymaną od organizatora mapą.
Mapy w turystycznych marszach na orientację stosują często oznaczenia przejęte z map do biegu na orientację zgodne ze standardem IOF. Stosowane są również mapy oparte na podkładach geodezyjnych.
Skala mapy w Turystycznych Marszach na Orientację (niedługodystansowych) wynosi od 1:5000 do 1:25000 (najczęściej 1:10000 i 1:15000). W kategoriach dla uczestników zaawansowanych mapa może nie mieć jednolitej skali.

### Przykładowe mapy

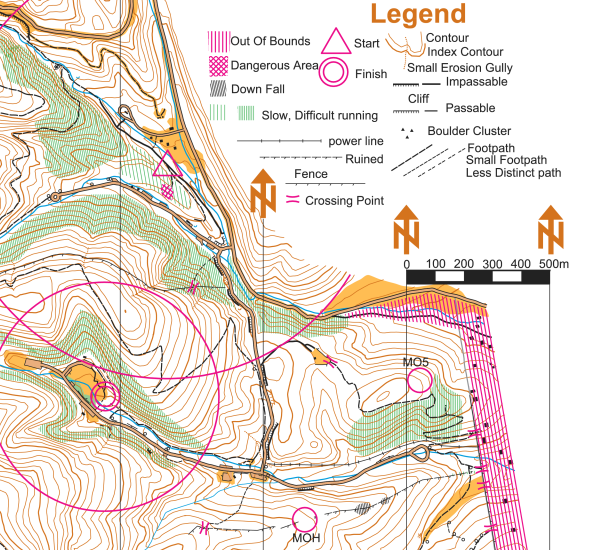
Fragment mapy podkładowej (często dla kategorii TP)
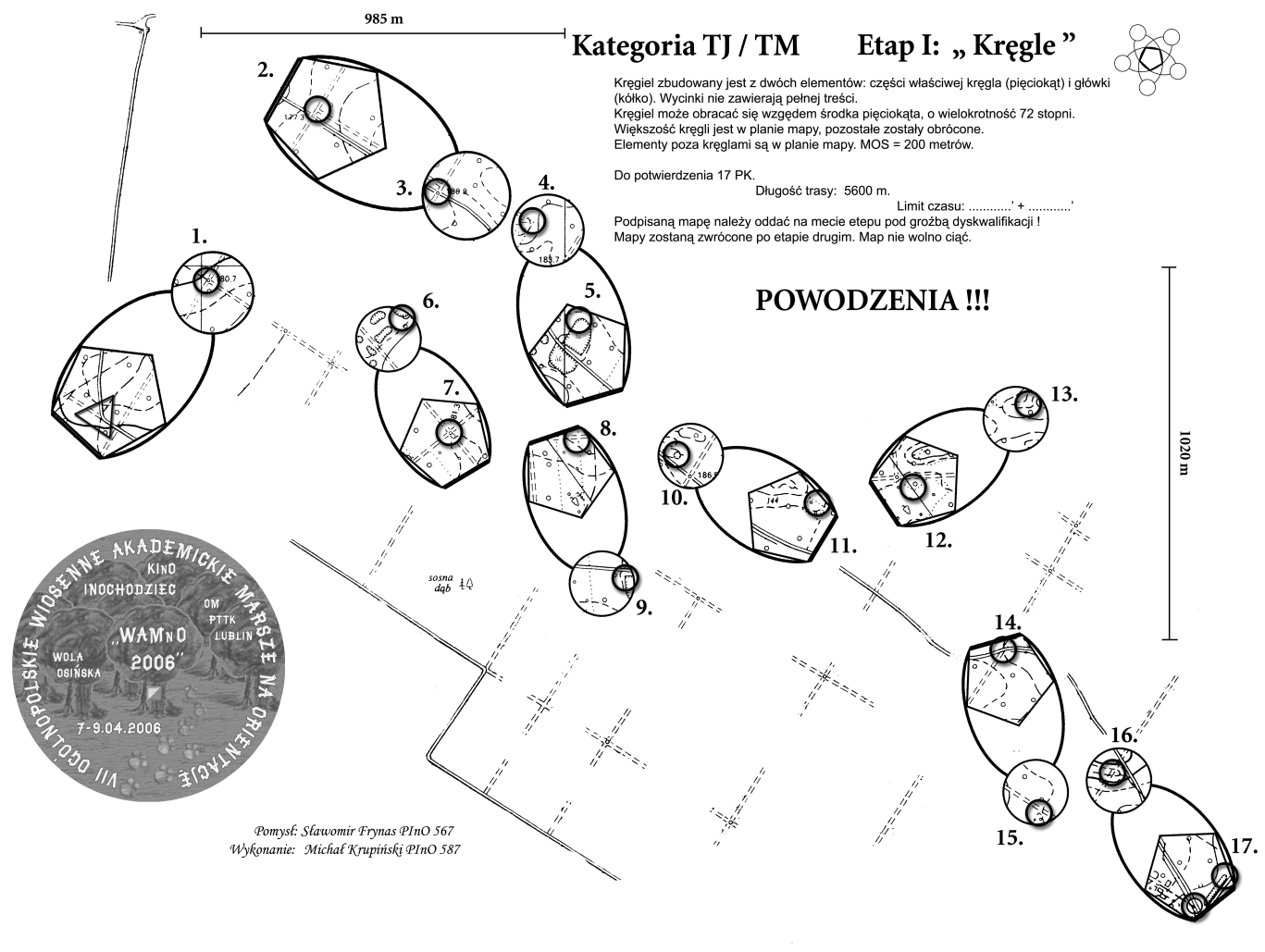
WaMnO – mapa etapu „Kręgle” (kategoria TJ/TM)
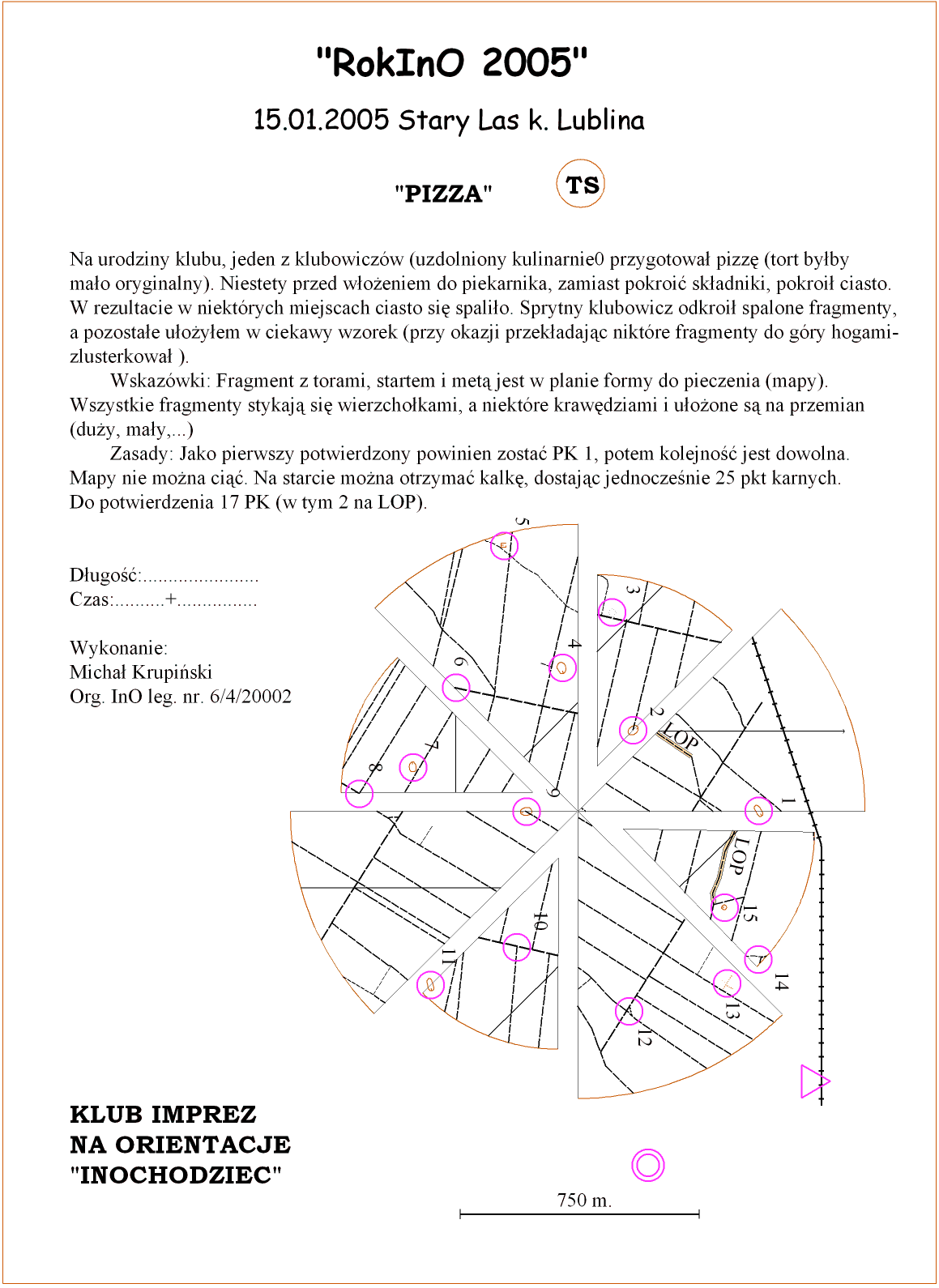
RokInO – mapa etapu „Pizza” (kategoria TS)
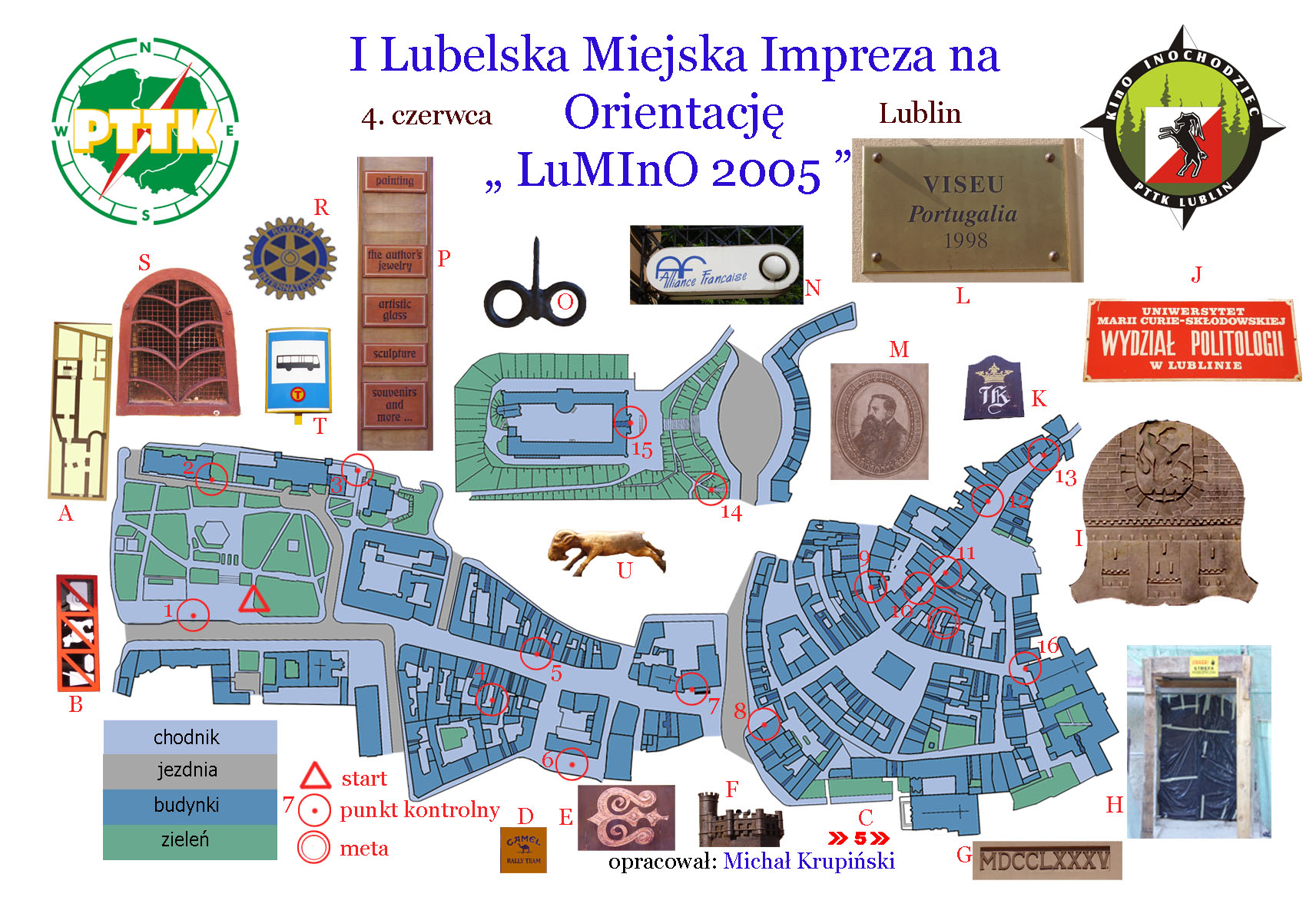
LuMInO (przykład trasy na orientację w mieście)